# 산타녜세 인 아고네 교회

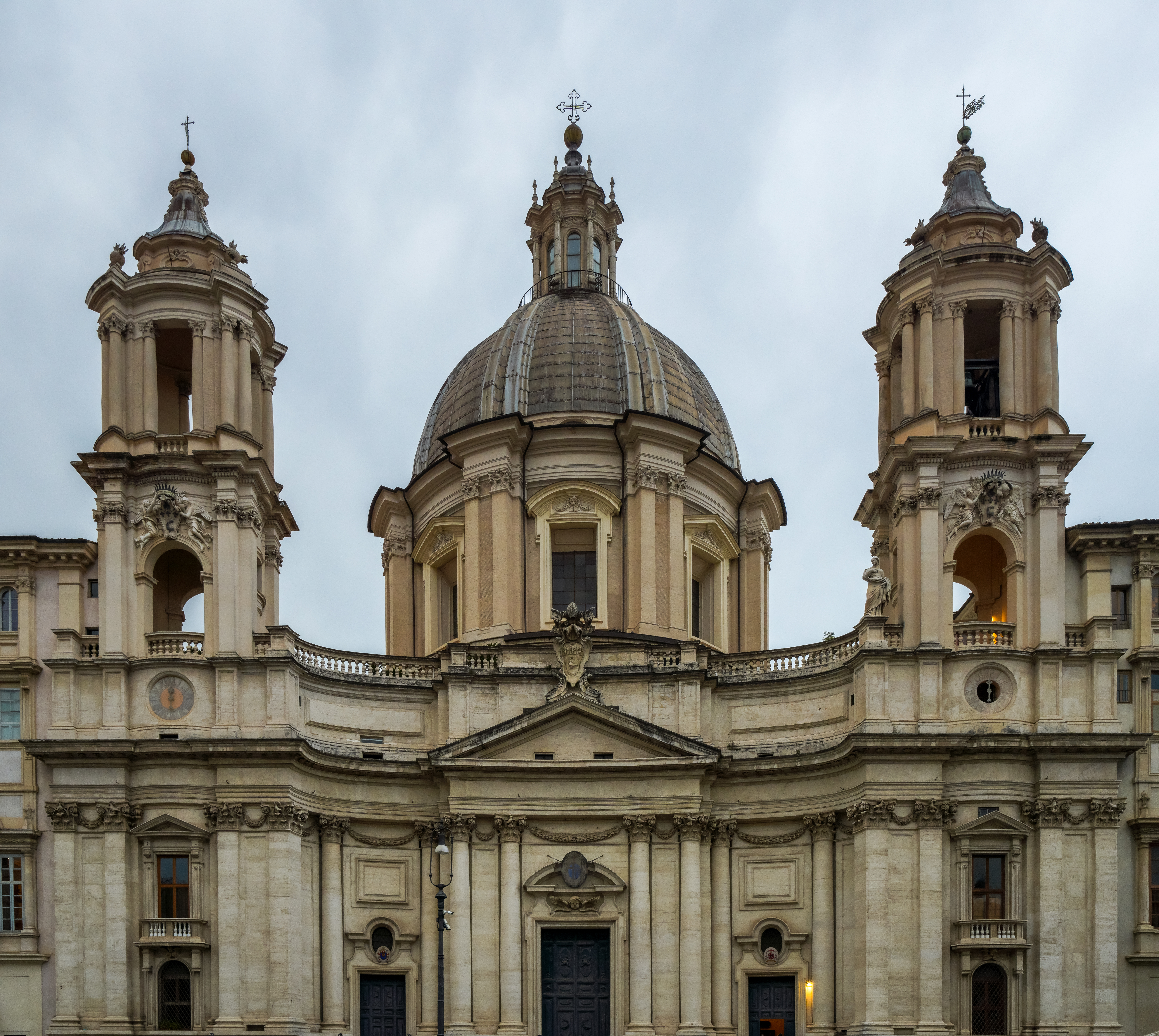
산타녜세 인 아고네 교회

산타녜세 인 아고네 성당(Chiesa di Sant'Agnese in Agone)은 성녀 아녜스에게 바쳐진 이탈리아 로마에 있는 성당이다. 바로크 양식으로 지었으며, 1652년 교황 인노첸시오 10세의 의뢰로 프란체스코 보로미니가 설계를 맡았다.